# پوشاک خراسانی
پوشاک خراسانی پوشاکی هستند که در استان خراسان و بخش‌هایی از استان سمنان استفاده می‌شود.  پوشاک خراسانی شامل پوشاک مردم فارسی‌زبان، کردهای خراسان(کرمانج) و ترک‌های خراسان می‌شود.

## لباس مردان:[۲]
مندیل و ارقچی
سرپوش یا کلاه پوششی است که مردان خراسان مورد استفاده قرار می‌دادند این سرپوش از جنس نمد با بغل‌های لبه‌دار بوده، این کلاه‌ها در مناطق مختلف متغیر بوده‌است.
شب کلاه نیز نوعی سرپوش است که از کرک و پشم ساخته شده و به رنگ‌های سفید و سیاه در بیرجند مورد استفاده قرار می‌گرفته‌است. روی شب کلاه مندیل می‌بستند.
مندیل هم شالی سفید یا سیاه از جنس قمیس است که طول آن به ۵۰ سانتی‌متر می‌رسد.
یکی دیگر از کلاه‌ها، کلاه پهلوی یا شاهپوری است که با لبه‌گرد، بیش‌تر به رنگ‌های تیره مورد استفاده جوانان واقع شده‌است.
کلاه قرص، یکی از انواع کلاه‌ها که در روستای چنشت است که دور آن تسبیح و مهره آویزان می‌کردند.
عرقچین کلاه، ترمه‌ای از جنس ابریشم قرمز بوده که طبقه اعیان بر سر می‌گذاشتند.
تن‌پوش
تن‌پوش یا جلیقه، پیراهنی از کرباس به رنگ‌های سفید و خاکستری است. این پیراهن بدون یقه و جلو بسته بوده که فقط بالای آن دو یا سه دکمه داشته‌است.
نیمه تنه، مانند کت‌های امروزی بوده و شلوار که جنس آن از کرباس و رنگ‌های متفاوت و پاچه‌های آن گشاد است.
«دسمال کلاقی»
دستمالی فاخر بافته شده از ابرایشم مرغوب

## لباس زنان:[۳]
پوشاک محلی زنان خراسان در گذشته شامل سه بخش کلی سرپوش زنانه، تن‌پوش زنانه و پاپوش زنانه بوده‌است که هر یک از اینها نیز خود شامل قسمت‌هایی بوده‌است.
سرپوش‌های زنانه شامل دَسمال یا دَسمال‌سر (دستمال یا دستمال سر) که از یک پارچه ابریشمی نازک و به صورت چهارگوش تهیه شده و بر روی پیشانی بسته شده و بیشتر به رنگ‌های سیاه بوده که البته در مجالس عروسی و شادی به رنگ قرمز انتخاب می‌شده و علاوه‌بر رنگ قرمز، رنگ‌های سبز و آبی نیز استفاده می‌شده و گاهی حتی با بافت‌های سکه‌های نقره‌ای تزئین می‌شده‌است.
دسمال خِیاتِه (دستمال خیاته)، «خیاطه» در زبان عربی به معنی نخ، رشته و آنچه بدان دوزندگی کنند است. اما در گویش بیرجندی به نوعی نخ و پارچه ابریشمی معمولی گفته می‌شد. «دسمال خیاته» جزو سربندهای به‌شمار می‌آمد.
دسمال کِلاقی (دستمال کلاغی)، این دستمال از ابریشم مرغوب و گران‌قیمت بافته می‌شد و جزو دستمال‌های فاخر به‌شمار می‌آمد.
دسمال نخی (دستمال نخی)، این نوع دستمال از نخ باریک پنبه‌ای بافته می‌شد و لطیف و نازک بود و بیشتر زنان روستایی و کشاورزان و کارگران از آن استفاده می‌کردند.
«چرقت» روسری بانوان خراسان در سرما و گرما
چَرقت (چارقد یا چهارقد)، متناسب با نوع فصل در فصل سرما ضخیم‌تر و در فصل گرما نازک‌تر و از جنس پنبه بوده که به شکل مثلثی شکل دوخته می‌شده و بر روی سر می‌انداختند.
(معمولاً خانم‌های میانسال گوشه‌ای از چارقد را روی سرشان می‌بستند و خانم‌های جوان آن را با سنجاق‌های تزئینی در زیرگلو محکم می‌کردند).
معمولاً چارقد از پارچه‌های ساده و گلدار کرباس یا نخ‌های زری‌دار و برقی استفاده می‌کردند. این نوع سرپوش به رنگ‌های مختلف استفاده می‌شده و رنگ خاصی برای آن تعریف نشده‌است.
اِرَقچی (عرقچین)، یک نوع سرپوش کلاه بوده یعنی به صورت کلاه بر روی سراستفاده می‌شده و باعث شده که چارقد روی عرقچین به خوبی خودش را نگه دارد و سُر نخورد.
قَدیفِه (قطیفه)، پارچه مستطیل شکلی که به جای چادر روی سر می‌انداختند و به دو گونه بافته می‌شده‌است. یک نوع آن از پنبه سفید بافته می‌شده که به آن «قدیفه کربالی» می‌گفتند و نوع دیگر آن از پنبه مِل تهیه می‌شده و به «قدیفه مِلی» معروف بوده‌است.
کیش (خیش)، در قالب قدیفه، کیش نیز استفاده می‌شده که سراندازی مستطیل شکل بوده که به جای چادر استفاده می‌شده‌است، اما چون از نخ‌های پشمی و ابریشمی گرانقیمت‌تر و به رنگ‌های مختلفی تهیه می‌شده‌است، ثروتمندان اعیان از کیش به جای قدیفه استفاده می‌کردند.
«یل»، تن‌پوشی فاخر برای بانوان
تن‌پوش‌های زنانه نیز چندین نوع بوده که پیراهن، پاچین، کت، جلیقه، شال کمر، دامن، جومه، یل و شلیته از انواع آن محسوب می‌شود.
پیراهن، لباسی که از روی شانه تا زیرکمر را می‌پوشانده و جلوی آن به اندازه سه دکمه باز بوده و جنس آن بیشتر از پارچه‌های چیت و کرباس بوده‌است.
پاچین، که به صورت کامل به قسمت دور پا بسته می‌شده‌است.
کت، تن‌پوش کوتاهی که روی پیراهن می‌پوشیدند.
جلیقه، یک تن‌پوش بدون آستین و جلوباز بوده که تا زیر کمر را می‌پوشانده‌است.
شال کمر، که با توجه به فصول مختلف سال در جنس‌های نازک و ضخیم استفاده می‌شده‌است.
دامن، که یک سری دامن‌های بلند چین‌دار استفاده می‌شده‌است.
جومه، نوعی پیراهن دکمه‌دار است.
یَل، یک جلیقه بلندتر بوده که تزئینی و یک تن‌پوش فاخر بوده‌است.
شَلیتِه، نوعی دامن است که خیلی بلند نبوده و تا روی زانو را می‌پوشانده‌است. به این پوشاک که گاهی تا مچ را می‌پوشانده «شلوار» هم می‌گفتند.
«شلیته» را بیشتر روستائیان و کارگران و نوع فاخر آن را زنان سالخورده اعیان و اشراف و طبقات متوسط به پا می‌کردند.
«طبلک»، کفشی سنتی با پاشنه استخوانی
طبلک استخوانی، گیوه، کفش گرجی، کفش اُرسی و گالش از انواع پاپوش‌های زنانه است.
طبلک استخوانی، نوعی پاپوش که از یک پارچه چرم مانند با پاشنه استخوانی تهیه می‌شده‌است.
گیوه، که از نخ پنبه بافته می‌شده‌است.
کفش گرجی، که از یک چرم قرمز رنگ تهیه می‌شده‌است.
کفش اُرسی، نوعی کفش که فقط رویه و کف آن چرم بوده و از هیچ نوع نخی در بافت آن استفاده نمی‌شده.
گالش، نوعی کفش که از جنس جیر و لاستیک تهیه می‌شده.

## دیگر گونه‌ها

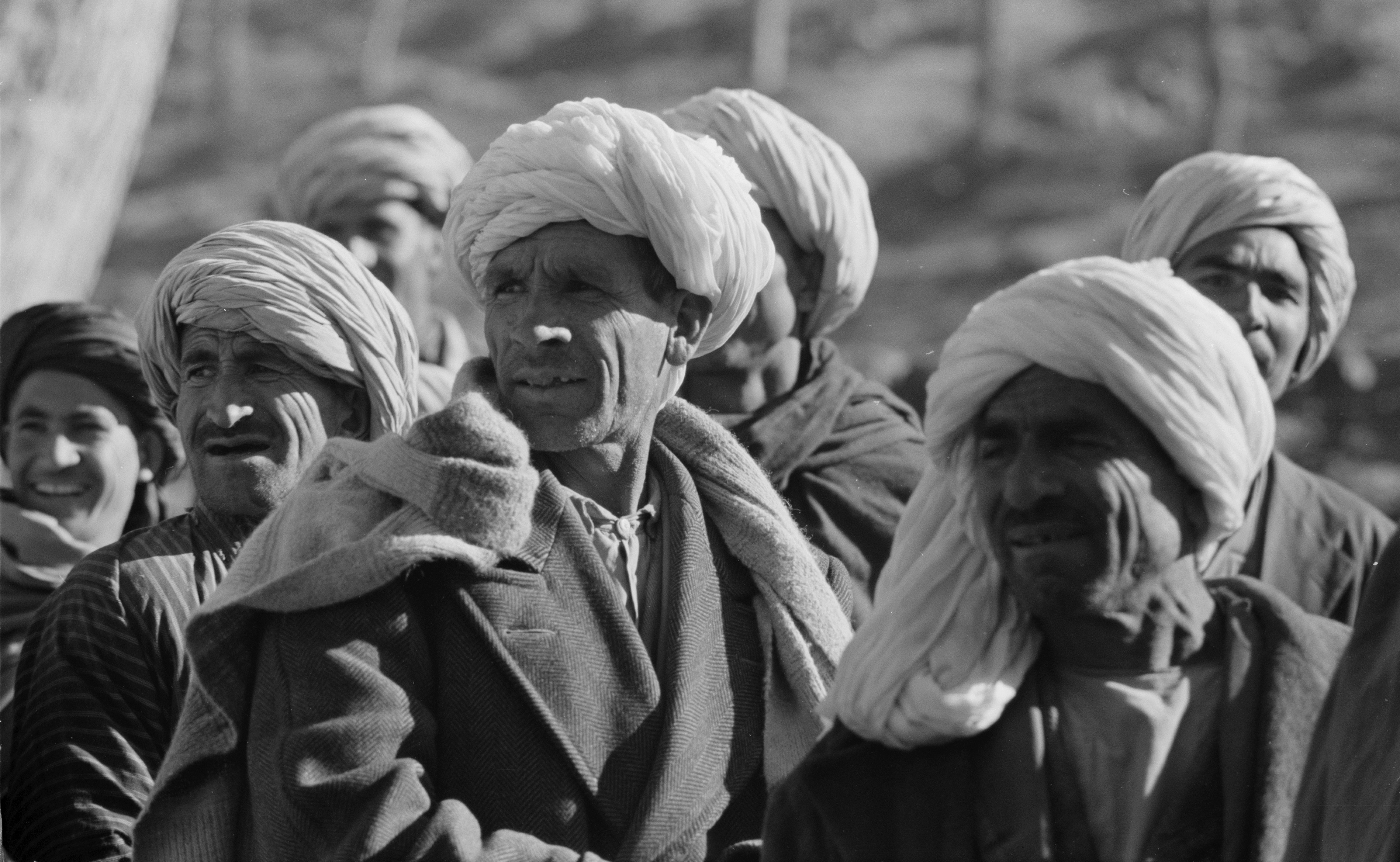
مردان کابلی با عمامه

گوناگونی پوشاک در خراسان با قومیت‌های ساکن در این منطقه پیوند دارد. هر قوم لباس قومی خویش را می‌پوشد که این موضوع در شمال و جنوب خراسان بیشتر نمایان است. در مناطق مرکزی خراسان مردان نسبت به پوشش خویش بیشتر علاقه مندند تا زنان. یک مرد خراسانی در مناطق مرکزی خراسان دست کم از کمترین پوششی که مخصوص به خود اوست می‌پوشد. کمترین پوشش او معمولاً عمامه است. در بین مردان خراسانی عمامه یک سربند رایج است که به شکل محدود بر سر گذاشته می‌شود.

### مردم کرد خراسان

#### زنان

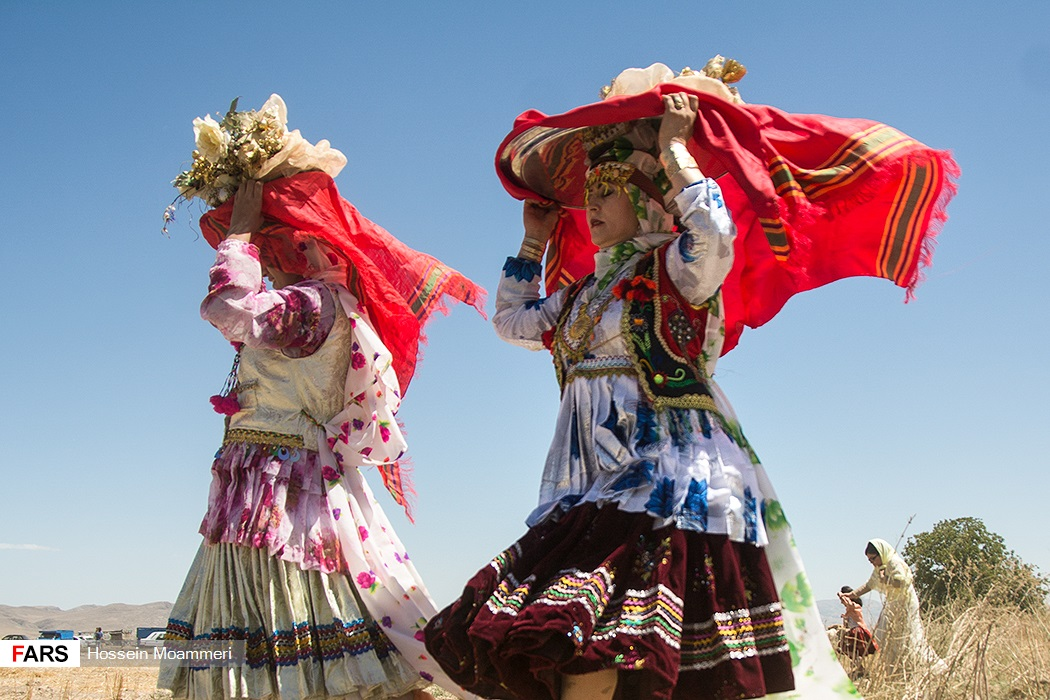
لباس زنان کرمانج (کردهای خراسان)

بانوان کرد شمال خراسان از تزئینات زیادی بر روی لباسها و سروگردن و دست‌های خود استفاده می‌کنند از جمله خرمهره‌ها بر بر روی سربند ویالبه‌های جیب، آویزهای نقره و طلا بر بناگوش، پیشانی بندهای مختلف، دستبندهای متنوع ازانواع عقیق وکهرباونقره سینه ریزهای گوناگون وقابهای دعا وسکه‌های فراوان بر روی جلیقه‌های الوان استفاده می‌کنند. پوشاک زنان کرد شمال خراسان مجموعاً ۸ تکه می‌باشند.

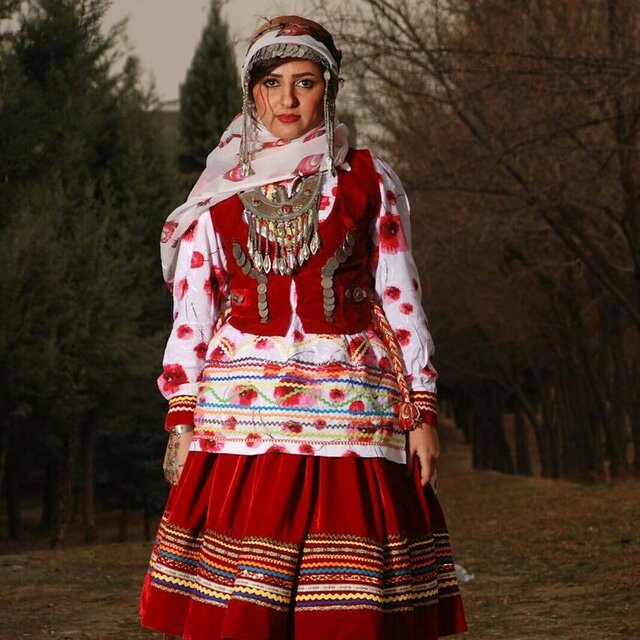
پوشش محلی خراسانی دختر کرمانج در شیروان

- کومی:نوعی کفش مخصوص که جنس آن تیماج الوان بخصوص سبزاست. شکل ظاهری کفش شبیه نعلین نوک برگشته می‌باشد ورویه وکناره‌های کفش را با نخهای ابریشمی رنگی رودوزی وگلدوزی می‌نمایند.
- جوراب:جنس این جورابها معمولاً پشم گوسفند است ودارای ساقه‌های کوتاهی می‌باشد که تا وسط ساق پامی رسد. این جوراب‌ها توسط بانوان این ناحیه با نقش ونگاره‌های زیبایی یافته می‌شود.
- شلیته:بانوان این ناحیه بر خلاف دیگر نواحی کردنشین که از پیراهن استفاده می‌کنند از دامن‌های پرچین موسوم به شلیته به همراه یک پیراهن نه چندان بلند استفاده می‌کنند. این دامنها تا نواحی زانو می‌رسد که این اندازه برای بانوان سن بالا کمی بلندتر می‌شود. شلیته حدود ۱۰تا ۱۲ متر پارچه الوان گلدار می‌باشد که معمولاً تا ۳/۱ قد دامن از پایین را زری دوزی ونواردوزی می‌نمایند. معمولاً پیراهن که با این دامن پوشیده می‌شودروی دامن را تا حدودی می‌گیرد.
- پیراهن:پیراهن بانوان این ناحیه تا حدود کمر می‌رسد که در امتداد آن چند رج نوار تزئینی افقی چین دار نیز دوخته می‌شود. پارچه این پیراهنها معمولاً از نوع گلدار انتخاب می‌شود و به‌طور کلی تزئینات فراوانی روی آن انجام می‌شود. از جمله اینکه قسمت پیش سینه را با نوارهای افقی وعمود تزئین کرده وسردستها (مچها) نیز دارای نوار دوزی زری می‌باشد یقه این پیراهن دارای چاکهای ۱۰ از دو طرف می‌باشد.
- جلیقه:همانند سایر مناطق کردنشین مظهر اصالت لباس‌های کرد این ناحیه جلیقه آن می‌باشد. مانند دیگر مناطق کردنشین آن را از مخمل الوان انتخاب کرده وروی آن تزئینات فراوان اعم از سکه دوزی یا یراق دوزی ویا نواردوزی انجام می‌شود.
- روسری:پارچه آن گلدار والولن می‌باشد که زمینهٔ آن روشن و نقش و نگارهای الوان زیبایی دارد. ابعادآن که چهار گوش می‌باشد هر ضلع یک مترو۲۵ سانت است قبل از استفاده آن دوطرف آنرو ریشه می‌دهند و به صورت سه گوش تا کرده وروی سر گذاشته ویک گوشه آن را به داخل سربند برده وگره می‌زنند.
- چادر:یک پارچه مربع شکل به ابعاد ۲ x ۲ می‌باشد که در ضلع آن را دو رج با فاصله نواردوزی وریشه دوزی می‌کنند. رنگ این چادر همیشه مشکی انتخاب می‌شود.
- سربند:همان پارچه کلاغه‌ای معروف است که در دیگر نواحی کردنشین نیز استفاده می‌شود.

#### مردان
پوشاک مردان شمال خراسان کمی متفاوت از سه ناحیه کردنشین کردستان کرمانشاه و آذربایجان غربی است.وبرگرفته از لباس ترکمن هاوترک های خراسان هست

### مردم عرب خراسان

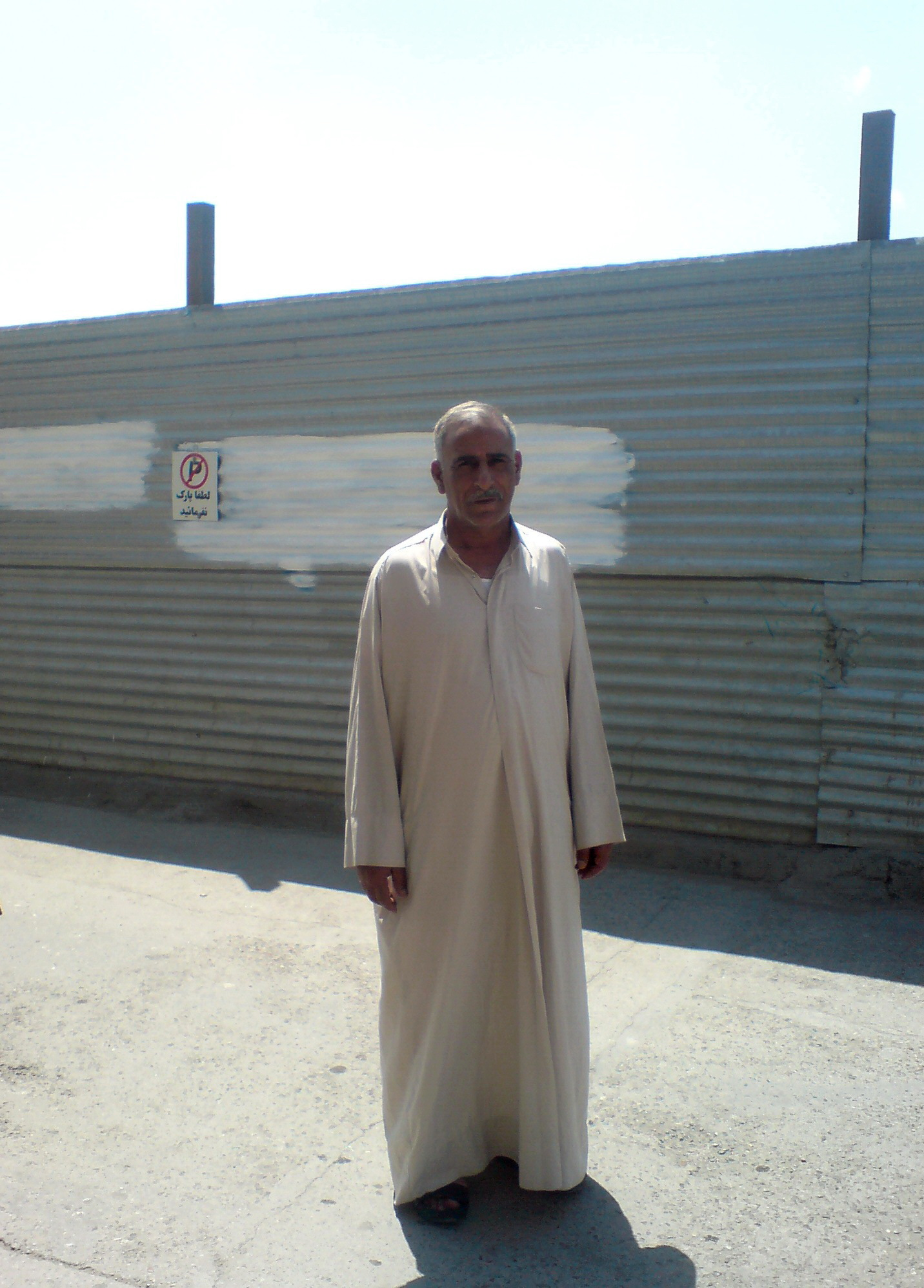
یک مرد عرب خراسانی عراقی الاصل در نیشابور با دشداشه.

#### مردان
مردان عرب خراسانی همانند دیگر اعراب از لباس عربی با تفاوت‌هایی می‌پوشند. ساده‌ترین نوع این پوشش پوشیدن دشداشه است. اما عبا برای مردان بیشتر کاربردی برای روحانیون و شیوخ قبیله عربی در جنوب خراسان دارد.

#### زنان
ساده‌ترین نوع پوشش برای زنان عرب خراسان چادر عربی (عبای معمولی) و شیله است.